# Хорват, Мария
Мария Хорват (нем. Maria Horvath; род. 6 июня 1963) — австрийская шахматистка, мастер ФИДЕ по шахматам среди женщин (1985).

## Биография
Шахматы начала играть в возрасте семи лет. В 1990 году в Браунау-ам-Инн победила в чемпионате Австрии по шахматам среди женщин, в котором регулярно участвует с 1982 года. Еще в чемпионатах Австрии завоевала две серебряные (2002, 2004) и три бронзовые (1994, 1996, 1997) медали.
В розыгрыше кубка Европы по шахматам среди женских команд участвовала три раза в составе австрийских клубов «Club Carinthia» un «ASVÖ Pamhagen» (1999, 2013, 2016).
Представляла сборную Австрии на крупнейших командных турнирах по шахматам:
- в шахматных олимпиадах участвовала десять раз (1984, 1988—1998, 2002—2006). В индивидуальном зачете завоевала золотую (1988) медаль;
- в командных чемпионатах Европы по шахматам участвовала четыре раза (1992—1997, 2001, 2005).